# Мартиросян, Саркис Согомонович
Сарки́с Согомо́нович Мартирося́н (арм. Սարգիս Մարտիրոսյան; 8 (21) сентября 1900 года, село Матраса, Шемахинский уезд, Бакинская губерния, Российская империя, ныне Шемахинский район, Азербайджан — 15 февраля 1984 года, Ереван, СССР) — советский военный деятель, генерал-лейтенант (27 июня 1945 года). Герой Советского Союза (29 мая 1945 года).

## Биография
Родился 8 (21) сентября 1900 года в селе Матраса ныне Шемахинского района Азербайджана в семье священника. Армянин.
Окончил сельскую школу и Геворкянскую духовную семинарию в Эчмиадзине.

### Гражданская война
В мае 1918 года вступил красногвардейцем в состав 19-го рабочего батальона Красной Гвардии Бакинской коммуны, после чего принимал участие в боевых действиях по защите Баку от наступающих турецких войск в районе городов Кюрдамир, Геокчай и Шемаха. После падения бакинской коммуны нелегально пробрался через Грузию в Армению.
В июле 1919 года призван в армию Республики Армения и направлен рядовым в Эриванский караульный батальон. В марте 1920 года переведён в 1-й Армянский кавалерийский полк (Елисаветполь), где служил рядовым. После окончания учебных сборов в том же году произведён в младшие унтер-офицеры и был назначен командиром пулемётного отделения.
После установления советской власти на территории Армении Мартиросян в ноябре 1920 году добровольно вступил в ряды РККА, после чего служил наводчиком станкового пулемёта и командиром пулемётного взвода. С февраля по апрель 1921 года принимал участие в подавлении дашнакского восстания, а затем в боевых действиях в ходе Эриванской операции.

### Межвоенное время
В июне 1922 года направлен во 2-й Армянский стрелковый полк (76-я Армянская стрелковая дивизия, Отдельная Кавказская армия), где служил на должностях командира взвода, роты, начальника штаба полка.
Окончил пулемётное отделение повторных курсов комсостава при штабе Отдельной Кавказской армии в Тбилиси в 1924 году, разведывательное отделение этих же курсов в 1925 году, курсы усовершенствования командного состава по разведке в Москве в 1928 году. В 1925 году вступил в ряды ВКП(б).
С октября по ноябрь 1930 года принимал участие в боевых действиях против бандитизма на территории Армении. С апреля 1931 года служил в штабе 76-й стрелковой дивизии на должностях помощника начальника 1-го отдела и начальника 2-й части, а с октября 1937 года — на должностях начальника штаба и помощника начальника штаба этой же дивизии.
В июле 1938 года Мартиросян был арестован, после чего находился под следствием в органах НКВД и приказом НКО от 5 августа того же года уволен из рядов РККА. В июне 1939 года был освобождён из-за отсутствия состава преступления и затем восстановлен в кадрах РККА, после чего назначен на должность начальника оперативного отделения штаба 121-й стрелковой дивизии (Белорусский военный округ), находясь на которой, принимал участие в боевых действиях в ходе похода в Западную Белоруссию.
В марте 1941 года назначен на должность начальника штаба 227-й стрелковой дивизии (Харьковский военный округ).

### Великая Отечественная война
С началом войны подполковник Мартиросян находился на прежней должности и принимал участие в боевых действиях на Южном фронте. С 24 по 31 июля 1941 года исполнял должность командира дивизии.
В сентябре 1941 года назначен на должность командира 340-й стрелковой дивизии, формировавшейся в городе Балашов. После окончания формирования дивизия под командованием Мартиросяна в ноябре того же года была передислоцирована в район Тулы, после чего во время битвы за Москву принимала участие в боевых действиях в ходе Тульской оборонительной и наступательной, Калужской наступательной операций и вскоре была выведена в резерв. После пополнения дивизия участвовала в ходе Воронежско-Ворошиловградской, Воронежско-Харьковской, Острогожско-Россошанской, Воронежско-Касторненской операций и Третьей битвы за Харьков, а также в освобождении городов Острогожск, Старый Оскол, Белгород, Тростянец, Ахтырка и Гадяч.
В сентябре 1943 года генерал-майор Мартиросян назначен на должность командира 50-го стрелкового корпуса, который принимал участие в боевых действиях в ходе Сумско-Прилукской, Киевской наступательной и оборонительной, Житомирско-Бердичевской и Уманско-Ботошанской операций. За отличие при освобождении украинских городов Сумы и Киев корпусу были присвоены почётные наименования «Сумский» и «Киевский». Первый комендант освобожденного Киева.
В апреле 1944 года назначен на должность командира 73-го стрелкового корпуса, который принимал участие в ходе Ясско-Кишинёвской, Висло-Одерской, Сандомирско-Силезской, Берлинской и Пражской наступательных операциях.
Указом Президиума Верховного Совета СССР от 29 мая 1945 года за образцовое выполнение боевых заданий командования на фронте борьбы с немецкими захватчиками и проявленные при этом отвагу и геройство генерал-майору Саркису Согомоновичу Мартиросяну присвоено звание Героя Советского Союза с вручением ордена Ленина и медали «Золотая Звезда» (№ 6068).

### Послевоенная карьера

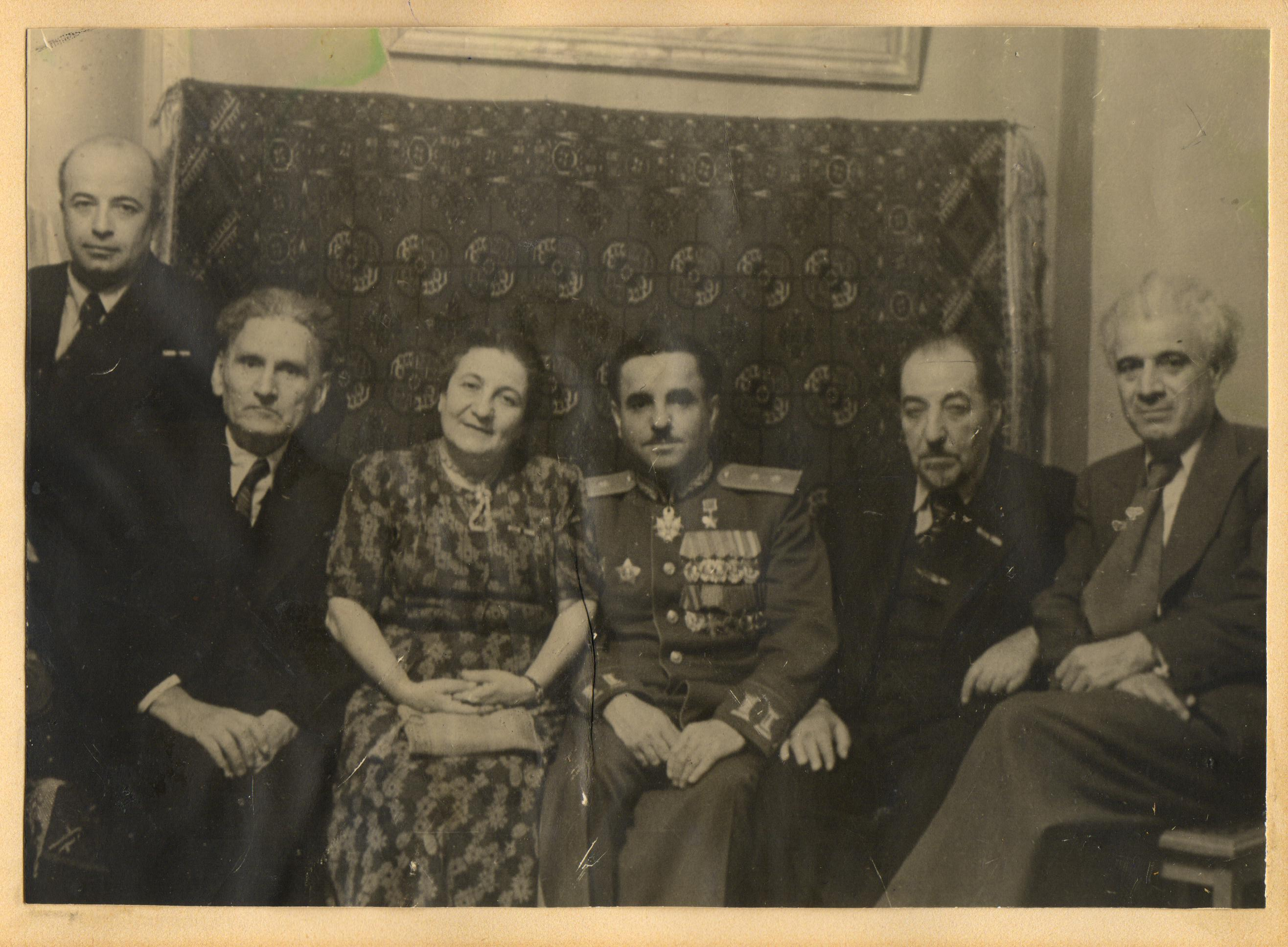
А. Сарксян, М. Сарьян, А. Даниэлян, С. Мартиросян, А. Исаакян, В. Вагаршян

После окончания войны находился на прежней должности.
В июле 1945 года направлен на учёбу в Высшую военную академию имени К. Е. Ворошилова, после окончания которой в апреле 1947 года назначен на должность командира 27-го стрелкового корпуса (Прикарпатский военный округ), а в феврале 1951 года — на должность помощника командующего 7-й гвардейской армией (Закавказский военный округ).
Генерал-лейтенант Саркис Согомонович Мартиросян в апреле 1953 года вышел в запас.
Умер 15 февраля 1984 года в Ереване. Похоронен на Тохмахском кладбище (Мемориал «Военное кладбище»).

## Награды
- Медаль «Золотая Звезда» (29.05.1945);
- Четыре ордена Ленина (10.01.1944, 6.04.1945, 29.05.1945, 6.05.1946);
- Четыре ордена Красного Знамени (12.04.1942, 13.09.1944, 3.11.1944, 15.11.1950);
- Два ордена Суворова 2-й степени (8.02.1943, 17.05.1944);
- Орден Дружбы народов (19.09.1980);
- Медали.

- Иностранные награды, в том числе Орден «Легион почёта» в степени командора (США, 26.07.1944).

- Почётный гражданин городов Сумы, Велюнь, Вроцлав, Киев, Млада-Болеслава и Ереван (1983)[4].

## Воинские звания
- Полковник (20 ноября 1941 года);

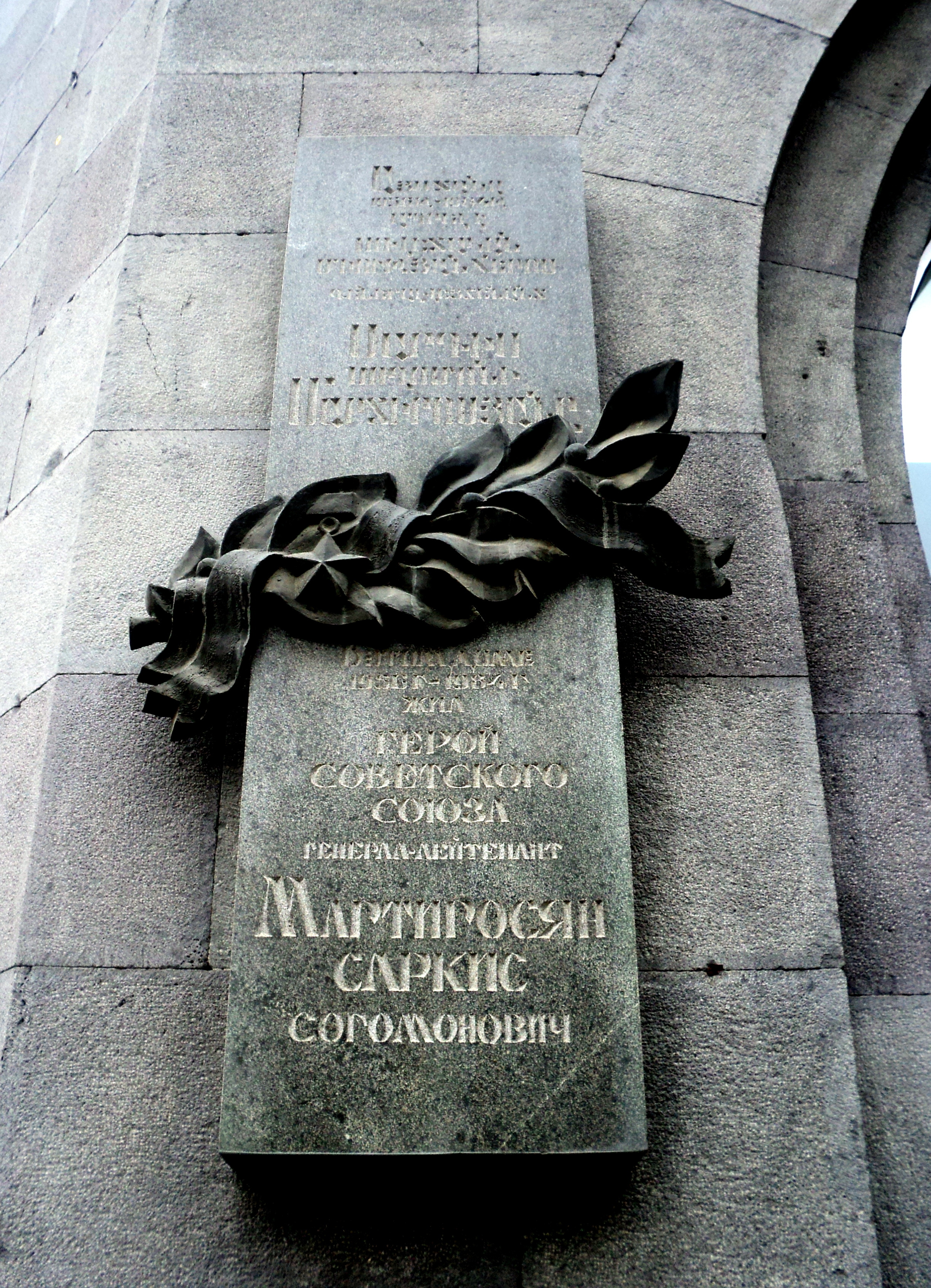
Мемориальная доска Саркиса Мартиросяна в Ереване (угол улиц Московян и Абовяна

- Генерал-майор (20 декабря 1942 года);
- Генерал-лейтенант (27 июня 1945 года).

## Память
Именем Саркиса Мартиросяна названы улицы в нескольких городах:
- в России:
  - в Белгороде — улица Генерала Саркиса Мартиросяна[5];
  - в Новомосковске Тульской области — улица Генерал-майора Мартиросяна[6];
  - в Старом Осколе Белгородской области — улица Генерала Мартиросяна[7].
- В Украине:
  - улица в Соломенском районе Киева, в начале которой установлена мемориальная доска.

Также мемориальная доска установлена в Ереване на доме, где в последние годы жил С. С. Мартиросян.